# Dascălu
Dascălu község és falu Ilfov megyében, Munténiában, Romániában. A hozzá tartozó települések: Creața, Gagu valamint Runcu.

## Fekvése
A megye középső részén található, a megyeszékhelytől, Bukaresttől, huszonnégy kilométerre északkeletre, a Mostiștei folyó partján.

## Története
A 19. század végén a község Dascălu-Creața néven Ilfov megye Dâmbovița járásához tartozott és Creața, Dascălu, Runcu, Vărăștii de Jos valamint Vărăștii de Sus falvakból állt, összesen 1487 lakossal. A község tulajdonában volt egy vízimalom, két iskola (egy-egy Creața és Dascălu falvakban) és négy templom (egy-egy Creața, Dascălu, Vărăștii de Sus valamint Vărăștii de Jos településeken). Gagu falu ekkor a szomszédos Creața-Leșile községhez (a mai Petrăchioaia) tartozott.
1925-ös évkönyv szerint már Gagu is Dascălu-Creața községhez tartozott, mely pedig Ilfov megye Băneasa járásának volt a része, lakossága összesen 2410 fő volt. A község ekkor Creața, Dascălu, Vărăștii de Jos, Vărăștii de Sus, Pârlita, Gagu, Merișeasca és Runcu falvakból állt. Ezt követően Vărăștii de Jos és Vărăștii de Sus falvak egybeolvadtak és létrejött Vărăști falu.
1950-ben közigazgatási átszervezés alapján, a Căciulați rajonhoz került, majd 1960-ban a Bukaresti régió Urziceni rajonjához csatolták.
1968-ban ismét megyerendszert vezettek be az országban, a község az újból létrehozott Ilfov megye része lett, ekkor vette fel a Dascălu nevet. Vărăști elveszítette önálló települési rangját miután egyesítették Dascălu-val, akár csak Merișeasca, mely Gagu része lett. 1981-től a község az Ilfovi Mezőgazdasági Szektor része lett, egészen 1998-ig, amikor ismét létrehozták Ilfov megyét.

## Lakossága
| Nemzetiségek | 2002 | 2002   |
| ------------ | ---- | ------ |
| Románok      | 2557 | 99,92% |
| Görögök      | 1    | 0,03%  |
| Kínaiak      | 1    | 0,03%  |
| Összesen     | 2559 | 100,0% |